# Sainte-Croix-sur-Mer
Sainte-Croix-sur-Mer är en kommun i departementet Calvados i regionen Normandie i norra Frankrike. Kommunen ligger i kantonen Ryes som ligger i arrondissementet Bayeux. År 2022 hade Sainte-Croix-sur-Mer 244 invånare.

## Befolkningsutveckling
Antalet invånare i kommunen Sainte-Croix-sur-Mer
Referens:INSEE